# Flora Nwapa
Flora Nwapa (Florence Nwanzuruahu Nkiru Nwapa), född 13 januari 1931, död 16 oktober 1993, var en nigeriansk författare. Hon var faster till Alban Uzoma Nwapa (Dr. Alban).  
Flora Nwapa skrev på engelska, och blev med romanen Efuru (1966) den första kvinnliga, engelskspråkiga afrikanska författare som nådde en världspublik. Likt många andra av hennes verk beskriver Efuru kvinnors liv i den afrikanska traditionen. Flora Nwapa blev även en betydelsefull förläggare när hon grundade förlaget Tana Press. Hon var också känd för sitt arbete för föräldralösa barn och flyktingar när landet byggdes upp igen efter Biafrakriget.